# Jag ljuger så bra
Jag ljuger så bra är en svenskspråkig sång skriven av Lars Diedricson, Martin Hedström och Ingela Forsman. "Jag ljuger så bra" var Linda Bengtzings bidrag i den svenska Melodifestivalen 2006, där den slutade på sjunde plats i finalen. Sångtexten handlar om en som säger sig kunna vara utan sin käresta, men hela tiden erkännande upprepar att det är lögn.

## Singeln
Singeln "Jag ljuger så bra" utkom den 13 mars 2006.

### Låtlista
1. Jag ljuger så bra (radioversion) - 3:08
2. Jag ljuger så bra (karaokeversion) - 3:04

## Listplaceringar
"Jag ljuger så bra" blev en stor radiohit i Sverige flera veckor efter Melodifestivalen. Singeln debuterades på #23 på den svenska singellistan tre dagar efter lanseringen. Den nådde #4 kommande vecka och #2 den fjärde veckan. Den låg bland de 60 bästa i 20 veckor.
| Lista (2006) | Topplacering |
| ------------ | ------------ |
| Sverige      | 2            |

### Svensktoppen
Gick direkt in på fjärde plats på Svensktoppen den 9 april 2006 . Där var fyra tredjeplatser bästa resultat. Den 13 augusti 2006 gjorde Jag ljuger så bra sitt 19:e och sista besök på Svensktoppen  innan den åkte ut .

## Coverversioner
- I Dansbandskampen 2010 tolkades låten av Willez [5].